# Falso techo

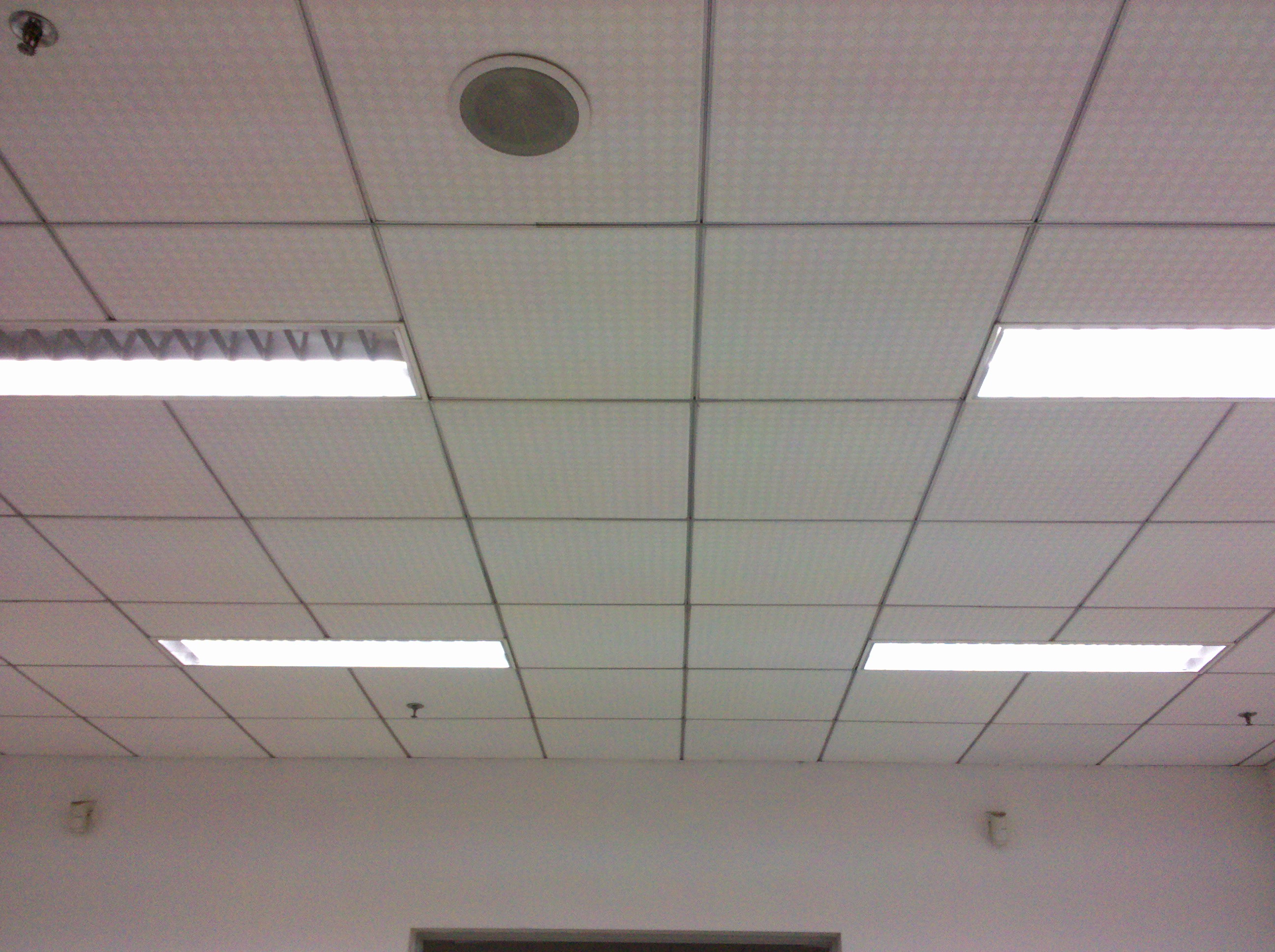
Techo falso

Se denomina falso techo, techo falso, placas falsas de techo, cielo raso (también cielorraso) o plafón al elemento constructivo situado a cierta distancia del forjado o techo propiamente dicho. En forma habitual se construye mediante piezas prefabricadas, generalmente de aluminio, acero, PVC o escayola, que se sitúan superpuestas al forjado y a una cierta distancia, soportadas por fijaciones metálicas o de caña y estopa. El espacio comprendido es continuo (plenum) y sirve para el paso de instalaciones y canalizaciones, entre las que se pueden incluir: eléctricas, de telecomunicaciones y de aire acondicionado.
Durante los últimos años, los falsos techos de aluminio han experimentado un gran auge al estar fabricados en un material ligero, económico, ecológico (el aluminio es el metal más abundante en la corteza terrestre y su manipulado a partir de menas es sustancialmente más económico que el de cualquier otro metal) seguro y aséptico (el aluminio suele utilizarse en la industria alimentaria).
Hay varios tipos de falso techo:
- De madera
- De escayola
- Metálico
- Vinil-Acrílico

El falso techo se limpia fácilmente. De esta manera, se evita tener que sustituirlo a menudo, suponiendo así un ahorro considerable.